# Ulrike C. Tscharre

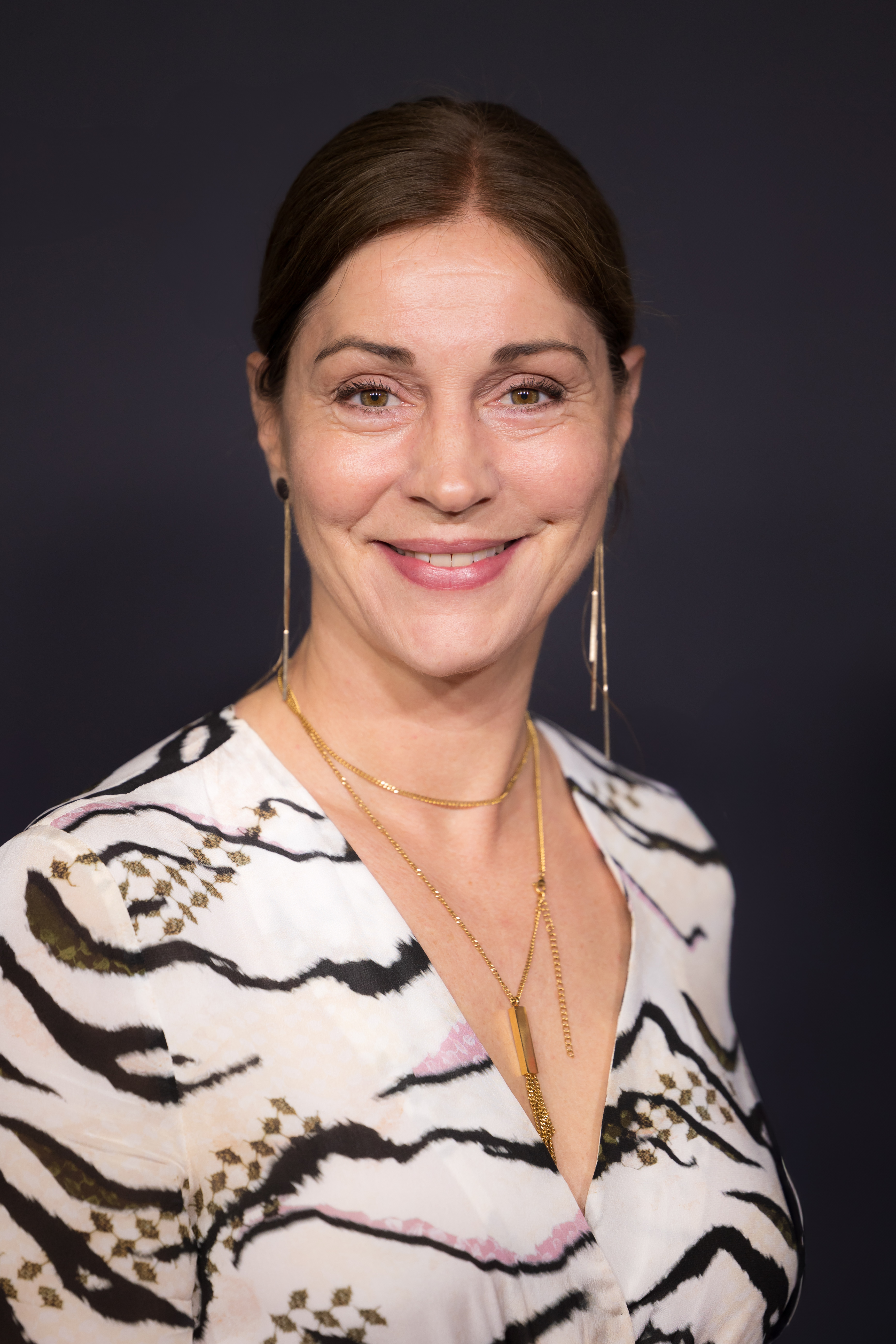
Ulrike C. Tscharre, 2024

Ulrike Claudia Tscharre (* 15. Mai 1972 in Urach) ist eine deutsch-österreichische Schauspielerin und Hörspielsprecherin.

## Leben
Zusammen mit zwei Geschwistern wuchs Ulrike C. Tscharre als Tochter eines aus Kärnten stammenden Österreichers und einer Deutschen im württembergischen Ort Bempflingen auf.
Im Alter von 16 Jahren gründete sie mit Freunden eine Theatergruppe und sammelte in weiteren freien Theatergruppen und in Hörspielen des Süddeutschen Rundfunks Schauspielerfahrung. Nach dem Abitur studierte sie zunächst neuere englische und deutsche Literatur in Tübingen. Nach zwischenzeitlichen Jobs in einer Werbeagentur begann sie 1996 eine Ausbildung zur Schauspielerin an der Akademie für Darstellende Kunst in Ulm, die sie allerdings nach zwei Jahren abbrach. Nach kleineren und größeren Rollen am Theater, unter anderem in Stuttgart und Bregenz sowie Rollen in Kurzfilmen knüpfte sie, zwischenzeitlich in Köln, erste Kontakte zum Fernsehen. Ab 2000 spielte sie in der TV-Familienserie Ina und Leo (als Susanne) mit. Danach spielte sie in der TV-Serie Lindenstraße die Rolle der Marion Beimer, der Tochter von Helga Beimer. Es folgten Auftritte in der Daily Soap Verbotene Liebe.
In den Jahren darauf spielte Ulrike C. Tscharre vorwiegend Nebenrollen in bekannten TV-Serien. Ihr Kinodebüt gab sie 2004 in der Tragikomödie Schöne Frauen. Seitdem wirkte sie in zahlreichen weiteren TV-Produktionen mit.
Neben ihrer Schauspielerei arbeitet Ulrike C. Tscharre als Sprecherin bei Hörspielen und Hörbuch-Produktionen. Zu den Produktionen, an denen sie beteiligt war, gehören Frank Schätzings Öko-Thriller Der Schwarm, mehrere Hörbücher von Henning Mankells Wallander-Reihe (als Linda Wallander), die Abby-Lynn-Folge Bis ans Ende der Welt sowie das wegen seiner Handlungs-Konstellation von einigen kritisierte Jugendbuch Der Märchenerzähler.
Ulrike C. Tscharre lebt in Berlin.

## Filmografie (Auswahl)
- 2000–2001: Ina und Leo
- 2001: Verbotene Liebe (Fernsehserie, 7 Folgen)
- 2001–2010: Lindenstraße (Fernsehserie, 98 Folgen)
- 2002: Tatort – Bienzle und der Tag der Rache (Fernsehreihe)
- 2002: Pöhlers Passagen, Regie: Klaus Armbruster
- 2004: Tatort – Bienzle und der steinerne Gast
- 2004: Schöne Frauen
- 2005: Tatort – Bienzle und der Feuerteufel
- 2006: Polizeiruf 110 – Er sollte tot (Fernsehreihe)
- 2006: Mörderische Erpressung, Regie: Markus Imboden
- 2006: Unsere Zehn Gebote
- 2006: Das Duo – Auszeit (Fernsehreihe)
- 2007: Wiedersehen in Verona
- 2007: Notruf Hafenkante (Fernsehserie, Folge Fremde Tochter)
- 2007: Pfarrer Braun (Fernsehserie, Folge Braun unter Verdacht)
- 2007: Die Co-Piloten, Regie: Thomas Jauch
- 2007: Hilfe! Hochzeit! – Die schlimmste Woche meines Lebens (Fernsehserie, 7 Folgen)
- 2008: SOKO Kitzbühel (Fernsehserie, Folge Schreckliche Wahrheit)
- 2008: Nachts das Leben (Kurzfilm), Regie: Julia Schwarz
- 2008: Post Mortem – Beweise sind unsterblich (Fernsehserie, Folge Einsame Herzen)
- 2009: Richterin ohne Robe, Regie: Ulrich Zrenner
- 2009: Crashpoint – 90 Minuten bis zum Absturz
- 2009: Tatort – Rabenherz
- 2009: Der Dicke (Fernsehserie, 2 Folgen)
- 2009, 2015: SOKO Köln (Fernsehserie, verschiedene Rollen, 2 Folgen)
- 2009: Der kleine Mann (Fernsehserie, Folge Die Homestory)
- 2010: Letzter Moment, Regie: Sathyan Ramesh
- 2010: Eines Tages…, Regie: Iain Dilthey
- 2010: Im Angesicht des Verbrechens (Fernsehserie, 6 Folgen)
- 2011: Der letzte Bulle (Fernsehserie, Folge Das 5. Gebot)
- 2011: Tatort – Herrenabend
- 2011: Flemming (Fernsehserie, Folge Tödliches Glück)
- 2011: Tatort – Der illegale Tod
- 2012: Tatort – Scherbenhaufen
- 2012: Lösegeld
- 2013: Küstenwache (Fernsehserie, Folge Herzfeuer)
- 2013: Mord in Eberswalde
- 2013: Weniger ist mehr
- 2013: Stiller Abschied, Regie: Florian Baxmeyer
- 2013: Polizeiruf 110 – Wolfsland
- 2013: Eine verhängnisvolle Nacht
- 2013: Bella Dilemma – Drei sind einer zu viel
- 2013: Herzensbrecher – Vater von vier Söhnen
- 2014, 2017: Der Alte (Krimiserie, 2 Folgen)
  - 2014: Straflos
  - 2017: 3 Jahre Lebenslänglich
- 2014: Unterwegs mit Elsa
- 2014: Helen Dorn: Das dritte Mädchen (Fernsehreihe)
- 2014: Kommissar Dupin: Bretonische Verhältnisse
- 2014: Meine Frau, ihr Traummann und ich
- 2014: Für immer ein Mörder – Der Fall Ritter
- 2014: Ein Reihenhaus steht selten allein
- 2014: Die reichen Leichen. Ein Starnbergkrimi
- 2014: Brezeln für den Pott
- 2015: Hochzeitskönig, Regie: Ben Verbong
- 2015: Wir Monster
- 2015: Ein starkes Team – Tödliche Verführung (Fernsehreihe)
- 2015: Tatort – Der Himmel ist ein Platz auf Erden
- 2015: Besser als Du
- 2015: Wer Wind sät – Ein Taunuskrimi (Fernsehreihe)
- 2016: Hotel Heidelberg: Kramer gegen Kramer
- 2016: Hotel Heidelberg: Kommen und Gehen
- 2016: Matthiesens Töchter, Regie: Titus Selge
- 2016: Marie Brand und die rastlosen Seelen (Fernsehreihe)
- 2016: Zielfahnder – Flucht in die Karpaten
- 2016: Ein Kommissar kehrt zurück, Regie: Matti Geschonneck
- 2017: Letzte Spur Berlin (Fernsehserie, Folge Überlebenstrieb)
- 2017: Die Konfirmation
- 2018: Sag, es tut dir leid (Fernsehserie, Folge)
- 2018: Rufmord
- 2018: Werk ohne Autor
- 2018: Macht euch keine Sorgen!
- 2018: Getrieben, Regie: Maris Pfeiffer
- 2018: Meiberger – Im Kopf des Täters (Fernsehserie)
- 2019: Play
- 2019: Zielfahnder – Blutiger Tango
- 2020: Der Kommissar und die Wut (Fernsehfilm)
- 2021: Mutter kündigt (Fernsehfilm)
- 2021: Sarah Kohr – Stiller Tod
- 2021: Wo ist die Liebe hin (Fernsehfilm)
- 2021: Schlaflos in Portugal (Fernsehfilm)
- 2022: Familienerbe (Fernsehfilm)
- 2022: Höllgrund (Fernsehserie)
- 2023: Die Frau im Meer (Fernsehzweiteiler)
- 2023: Tatort: Gold (Fernsehreihe)
- 2023: Mord oder Watt? – Ebbe im Herzen (Fernsehreihe)
- 2023: Tatort: Vergebung
- 2024: Marie Brand – Marie Brand und die verfolgte Braut (Fernsehreihe)
- 2024: Zielfahnder – Polarjagd (Fernsehfilm)
- 2024: Mord oder Watt? – Für Immer Matjes (Fernsehreihe)
- 2024: Die Toten vom Bodensee – Nachtschatten (Fernsehreihe)
- 2025: Drunter und Drüber – Chaos auf dem Friedhof (Fernsehserie)

## Sprechrollen (Auswahl)

### Hörspiele
- Matthias Wittekindt: Die blaue Jacht. Regie: Sven Stricker. Radio-Tatort, NDR 2012.
- Henning Mankell: Wallander 1, Tod in den Sternen. Regie: Sven Stricker. Der Hörverlag, 2008.
- Henning Mankell: Wallander 2, Eiskalt wie der Tod. Regie: Sven Stricker. Der Hörverlag, 2008.
- Henning Mankell: Wallander 3, Am Rande der Finsternis. Regie: Sven Stricker. Der Hörverlag, 2008.
- Henning Mankell: Wallander 4, Ein Toter aus Afrika. Regie: Sven Stricker. Der Hörverlag, 2008.
- Henning Mankell: Wallander 5, Der unsichtbare Gegner. Regie: Sven Stricker. Der Hörverlag, 2009.
- Henning Mankell: Wallander 6, Der wunde Punkt. Regie: Sven Stricker. Der Hörverlag, 2009.
- Henning Mankell: Wallander 7, Bilderrätsel. Regie: Sven Stricker. Der Hörverlag, 2009.
- Henning Mankell, Cilla Börjlind, Rolf Börjlind: Wallander 8, Tödliche Fracht. Regie: Sven Stricker. Der Hörverlag, 2009.
- Henning Mankell, Stefan Ahnhem: Wallander 9, Tod im Paradies. Regie: Sven Stricker. Der Hörverlag, 2010.
- Henning Mankell, Niklas Rockström: Wallander 10, Heimliche Liebschaften. Regie: Sven Stricker. Der Hörverlag, 2010.
- Melanie Raabe: Die Wahrheit. Regie: Sven Stricker. NDR 2017.
- Daniel Glattauer: Vier Stern Stunden. Hörbuch Hamburg, 2018.
- Herbert Beckmann: Der Jesus von Kreuzberg. rbb Kultur 2019.

### Hörbücher
- Frank Schätzing: Der Schwarm. Der Hörverlag, München 2007.
- Margriet de Moor: Schlaflose Nacht. Hörbuch Hamburg, Hamburg 2016.
- T. C. Boyle: Die Terranauten. Der Hörverlag, München 2017.
- Juli Zeh: Leere Herzen. Der Hörverlag, München 2017.
- Romy Hausmann: Liebes Kind. Hörbuch Hamburg, Hamburg 2019.

## Auszeichnungen
- 2012: Nominierung für den Deutschen Fernsehpreis für Lösegeld
- 2017: Deutscher Fernsehkrimipreis als beste Darstellerin für Zielfahnder – Flucht in die Karpaten
- 2017: Nominierung für den Jupiter-Award in der Kategorie Beste Schauspielerin Hauptrolle für Zielfahnder – Flucht in die Karpaten